# LibreELEC
LibreELEC (Libre Embedded Linux Entertainment Center ) è una distribuzione Linux in grado di trasformare il dispositivo sul quale è installato in un vero e proprio media center Kodi.
Si tratta di un fork di OpenELEC, la cui nascita è stata annunciata nel marzo 2016. Un gruppo di sviluppatori di OpenELEC, a seguito di divergenze con il resto del team, annunciò la scissione dal team OpenELEC e diede vita al progetto LibreELEC. LibreELEC pone un'attenzione maggiore ai test pre-rilascio e alla gestione delle modifiche post-rilascio.

## Piattaforme supportate
LibreELEC supporta un'ampia gamma di piattaforme hardware , trasformando dispositivi semplici in potenti media center. .
Le principali piattaforme supportate includono:
- Raspberry Pi: Tutta la gamma Raspberry Pi, dai modelli più vecchi ai più recenti, è pienamente supportata.[6]
- Mini PC: LibreELEC funziona su molti mini PC, come quelli basati su processori Intel e AMD.
- Schede Single Board Computer (SBC): Oltre ai Raspberry Pi, sono supportate altre SBC come Orange Pi, ODROID e simili.
- Sistemi x86-64: LibreELEC può essere installato anche su PC desktop e laptop con processori x86, consentendo di riutilizzare vecchi hardware.[7]

## Storico rilasci
Le versioni di LibreELEC iniziano dalla 7.0.0 a seguito del fork da OpenELEC  in quanto il team ha scelto di continuare lo schema di numerazione esistente.
| Versione LibreELEC | Data rilascio    | Versione Kodi | Versione Kodi | Kernel  | Annuncio                                                                               |
| ------------------ | ---------------- | ------------- | ------------- | ------- | -------------------------------------------------------------------------------------- |
| 7.0.0              | 4 aprile 2016    | 16.1          | Jarvis        |         | LibreELEC (Jarvis) v7.0.0 RELEASE (archiviato dall'url originale il 15 aprile 2021).   |
| 8.0.0              | 22 febbraio 2017 | 17.0          | Krypton       |         | LibreELEC (Krypton) v8.0.0 RELEASE (archiviato dall'url originale il 15 aprile 2021).  |
| 8.0.1              | 24 marzo 2017    | 17.1          | Krypton       |         | LibreELEC (Krypton) v8.0.1 MR (archiviato dall'url originale il 15 aprile 2021).       |
| 8.0.2              | 26 maggio 2017   | 17.3          | Krypton       |         | LibreELEC (Krypton) v8.0.2 MR (archiviato dall'url originale il 15 aprile 2021).       |
| 8.2.0              | 28 ottobre 2017  | 17.5          | Krypton       | 4.11.8  | LibreELEC (Krypton) v8.2.0 RELEASE (archiviato dall'url originale il 22 gennaio 2021). |
| 8.2.1              | 21 novembre 2017 | 17.6          | Krypton       |         | LibreELEC (Krypton) v8.2.1 MR (archiviato dall'url originale il 15 aprile 2021).       |
| 8.2.2              | 23 dicembre 2017 | 17.6          | Krypton       |         | LibreELEC (Krypton) 8.2.2 MR (archiviato dall'url originale il 15 aprile 2021).        |
| 8.2.3              | 21 gennaio 2018  | 17.6          | Krypton       |         | LibreELEC (Krypton) 8.2.3 MR (archiviato dall'url originale il 15 aprile 2021).        |
| 8.2.4              | 14 marzo 2018    | 17.6          | Krypton       | 4.9.59  | LibreELEC (Krypton) 8.2.4 MR (archiviato dall'url originale il 12 giugno 2018).        |
| 8.2.5              | 14 aprile 2018   | 17.6          | Krypton       | 4.9.80  | LibreELEC (Krypton) 8.2.5 MR (archiviato dall'url originale il 15 aprile 2021).        |
| 9.0.0              | 2 febbraio 2019  | 18.0          | Leia          |         | LibreELEC (Leia) 9.0.0 RELEASE.                                                        |
| 9.0.1              | 26 febbraio 2019 | 18.1          | Leia          | 4.19.23 | LibreELEC (Leia) 9.0.1 MR.                                                             |
| 9.0.2              | 11 maggio 2019   | 18.2          | Leia          | 4.19.36 | LibreELEC (Leia) 9.0.2 MR.                                                             |
| 9.2                | 22 novembre 2019 | 18.5          | Leia          | 4.19.83 | LibreELEC (Leia) 9.2.                                                                  |
| 9.2.1              | 10 marzo 2020    | 18.6          | Leia          |         | LibreELEC (Leia) 9.2.1.                                                                |
| 9.2.2              | 28 marzo 2020    | 18.6          | Leia          |         | LibreELEC (Leia) 9.2.2 Hotfix.                                                         |
| 9.2.3              | 4 giugno 2020    | 18.7.1        | Leia          |         | LibreELEC (Leia) 9.2.3.                                                                |
| 9.2.4              | 12 agosto 2020   | 18.8          | Leia          |         | LibreELEC (Leia) 9.2.4.                                                                |
| 9.2.5              | 24 agosto 2020   | 18.8          | Leia          |         | LibreELEC (Leia) 9.2.5.                                                                |
| 9.2.6              | 2 novembre 2020  | 18.9          | Leia          |         | LibreELEC (Leia) 9.2.6.                                                                |
| 10.0.0             | 26 agosto 2021   | 19.1          | Matrix        | 5.4     | LibreELEC (Matrix) 10.0.0.                                                             |
| 10.0.1             | 3 novembre 2021  | 19.3          | Matrix        | 5.10    | LibreELEC (Matrix) 10.0.1.                                                             |
| 10.0.2             | 9 marzo 2022     | 19.4          | Matrix        |         | LibreELEC (Matrix) 10.0.2.                                                             |
| 10.0.3             | 17 ottobre 2022  | 19.4          | Matrix        |         | LibreELEC (Matrix) 10.0.3.                                                             |
| 10.0.4             | 15 gennaio 2023  | 19.5          | Matrix        |         | LibreELEC (Matrix) 10.0.4.                                                             |
| 11.0               | 6 marzo 2023     | 20.0          | Nexus         |         | LibreELEC (Nexus) 11.0.                                                                |
| 11.0.1             | 24 marzo 2023    | 20.1          | Nexus         |         | LibreELEC (Nexus) 11.0.1.                                                              |
| 11.0.3             | 20 luglio 2023   | 20.2          | Nexus         |         | LibreELEC (Nexus) 11.0.3.                                                              |
| 11.0.4             | 23 dicembre 2023 | 20.2          | Nexus         |         | LibreELEC (Nexus) 11.0.4.                                                              |
| 12.0               | 01 maggio 2024   | 21.0          | Omega         |         | LibreELEC (Omega) 12.0.                                                                |
| 12.0.1             | 26 agosto 2024   | 21.1          | Omega         |         | LibreELEC (Omega) 12.1.                                                                |